# Urszula Gierszon
Urszula Gierszon (* 15. Februar 1956 in Lublin als Urszula Suszek) ist eine polnische Lyrikerin, Erzählerin und Bibliothekarin. Sie beschäftigt sich zudem mit Grafik, Bildhauerei und Malerei.

## Leben
Gierszon debütierte 1980 mit Gedichten in der Zeitschrift Kamena, wo sie von 1986 bis 1989 redaktionell für die Kolumnen zuständig war. Seit 1994 ist sie Mitglied der Polnischen Schriftstellervereinigung (ZLP) in Lublin, unter anderem arbeitete sie im Vorstand. Seit 1993 ist sie Sekretärin des Internationalen Lyrik-Kongresses ARCADIA. Von 2002 bis 2004 war sie Vizepräsidentin der Poetenstiftung „Bolesław Wieniawa-Długoszowski“.
Urszula Gierszon war Teilnehmerin des deutsch-polnischen Poetendampfers und des deutsch-polnischen Poesifestivals „wortlust“ und gehört zum Umfeld dieser Autorengruppe.

## Preise
- 2. Preis im gesamtpolnischen Erzählwettbewerb „Otaczający nas świat“, Mielec 1986
- Józef-Czechowicz-Preis für den besten Debüt-Band, Lublin 1988.
- Auszeichnung im Wettbewerb „Poeta pamięta“, Kalisz 1999
- Hauptpreis beim Anna-Kamieńska-Wettbewerb für den Gedichtband Adagio, Krasnystaw 2003
- Erwähnung beim gesamtpolnischen Lyrikwettbewerb, Posen 2004
- Kulturpreis des Lubliner Stadtpräsidenten 2005/2006
- Kulturpreis der Woiwodschaft Lublin 2006

### Weitere Ehrungen
- Silbernes Verdienstkreuz 2002
- Goldenes Verdienstkreuz 2008
- Medaille des Lubliner Stadtpräsidenten 2007

## Schaffen
- Grafika i poezja/Grafik und Lyrik. Ausstellungskatalog: Gedichte und Grafiken. Klub Międzynarodowej Prasy i Książki "Masza", Lublin 1982[3]
- mit Zofia Luchowska-Kuna, Andrzej Z. Kowalczyk: Potykając się o słowa: lubelska grupa poetycka „Przestrzeń“. Klub Międzynarodowej Prasy i Książki "Masza", Lublin 1983
- Siedem barw płomienia. Gedichte. Lubelskie, Lublin/ Wydaw. 1987, ISBN 83-222-0494-9.
- Białe rękawiczki/Weiße Handschuhe. Gedichte. Oficyna Wydawnicza Fundacji „Solidarności Regionu Środkowowschodniego“, Lublin 1990, ISBN 83-00-03333-5
- Miasto dziewięciu bram/Die neuntorige Stadt. Gedichte. Lublin 1993
- Słowo w milczeniu dojrzewa: almanach poetycki. Związek Literatów Polskich. Oddział Lublin; Krajowa Agencja Wydawnicza, Lublin 1999, ISBN 83-87030-60-0
- Adagio. Gedichte. Lubelskie, Lublin/ Wydaw. 2002, ISBN 83-87399-11-6
- Ziarno ruty rzucam w ogień. Gedichte. Międzynarodowego Kongresu Poetów ARCADIA, Lublin 2005, ISBN 83-903348-7-9
- Wiersze patriotyczne/Patriotische Gedichte. Międzynarodowego Kongresu Poetów ARCADIA, Lublin/ Wydaw. 2007, ISBN 978-83-903348-0-6
- Tak bardzo Go nie ma: almanach poetycki. Liber Duo; Związek Literatów Polskich Oddział w Lublinie, Lublin/ Wydaw. 2008, ISBN 978-83-61301-22-6

## Übersetzungen
- Gedichte von Undine Materni in Akcent 1995, Nr. 3/4
- Texte von Undine Materni in „Lubliner Lift, Anthologie/Lubelska winda, antologia“, Verlag „Die Scheune“ Dresden; Verlag „Test“ Lublin 1999, ISBN 3-931684-27-X

## Redaktionelle und editorische Arbeiten (Auswahl)
- Stanisław A. Wotowski, oprac. liter. U. Gierszon: „Katarzyna I.“, Lublin 1990
- Stanisław A. Wotowski, oprac. liter. U. Gierszon: „Wisnowska“, Lublin 1990
- Matylda Wełna: Auswahl, Vorwort und Biografie: „Ostry zakręt: antologia współczesnej prozy“ Lublin: Związek Literatów Polskich. Oddział w Lublinie, 1997, ISBN 83-87030-10-4, S. 236
- Auswahl, Vorwort und Biografie: „Wiązanie światłem słowa: antologia współczesnej poezji“, Lublin: Związek Literatów Polskich. Oddział w Lublinie, 1997, ISBN 83-87030-30-9, S. 308
- Maria Szczęsna, (Vorwort): „Pocałunki szeptów“, Lublin, Wydaw. „Standruk“ 1998
- Tadeusz Kwiatkowski-Cugow, (Redaktion U. Gierszon): „Piotropolis“, Lublin: Międzynarodowy Kongres Poetów ARCADIA, 1999, ISBN 83-903348-1-X, S. 36
- Tadeusz Kwiatkowski-Cugow, (Redaktion U. Gierszon): „Karoland“, Lublin: Międzynarodowy Kongres Poetów ARADIA, 1999, ISBN 83-903348-2-8, S. 36
- Koziej: „Kosmos serca“, Lublin, Polihymnia 2002.
- Tadeusz Kwiatkowski-Cugow, (Redaktion U. Gierszon): „Basonia“, Lublin: Międzynarodowy Kongres Poetów ARCADIA, 2007, ISBN 978-83-903348-0-6, S. 162
- Tadeusz Kwiatkowski-Cugow, (Redaktion und Umschlaggestaltung U. Gierszon): „Suita wileńska“, Lublin, L-Print, 2008, ISBN 978-83-60255-32-2, S. 88